# Gare de Crêt-d'y-Bau
La gare de Crêt-d'y-Bau est une gare ferroviaire situé sur le territoire de la commune suisse de Montreux, dans le canton de Vaud.

## Situation ferroviaire
Établie à 1 280 mètres d'altitude, la gare de Crêt-d'y-Bau est située au point kilométrique 3,69 de la ligne Montreux-Glion-Rochers de Naye. Elle est située entre les gares de Haut-de-Caux (en direction de Montreux) et de Paccot (en direction des Rochers-de-Naye).
Elle est dotée d'une voie bordée par un quai.

## Histoire

Train de lugeurs à Crêt-d'y-Bau vers 1905.

La ligne de Glion aux Rochers-de-Naye ouvre en 1892 et, avec elle, la gare ferroviaire de Crêt-d'y-Bau. Enfin, la section de Montreux à Glion est inaugurée le 7 avril 1909, ce qui explique que le comptage des points kilométriques soit distinct entre les deux sections. L'ensemble de la ligne a été électrifiée en 1938.

## Service des voyageurs

### Accueil
Gare des MVR, elle est dotée d'un bâtiment voyageurs situé le long du quai et sur lequel sont affichés les horaires de passage des trains. Elle n'est pas accessible aux personnes à mobilité réduite.

### Desserte
La gare de Crêt-d'y-Bau est desservie par un train par heure et par sens reliant la gare de Montreux aux Rochers de Naye. La desserte est assurée du mercredi au dimanche en hiver, à l'exception de la période de Noël et tous les jours le restant de l'année.

### Intermodalité
La gare de Crêt-d'y-Bau n'est en correspondance avec aucune autre ligne de transports en commun.